# Pedro Díaz Zabala
Pedro Luis Díaz Zabala (Reocín, Cantabria, 23 de julio de 1962) es un exciclista profesional español. Fue profesional desde 1985 hasta 1993.
Su hermano menor Herminio también fue ciclista profesional.

## Palmarés
No consiguió victorias como profesional.

## Equipos
- Teka (1985-1986)
- Reynolds (1987-1988)
- ONCE (1989-1993)